# Løgnefabrikken - de falske nyheder fra Rusland
|  | Denne artikel er oprettet af botten Steenthbot ud fra en ekstern database. Den kan derfor have sproglige fejl eller mangler. Denne skabelon kan fjernes efter kontrol af indholdet. |

Løgnefabrikken - de falske nyheder fra Rusland er en dansk dokumentarfilm fra 2018 instrueret af Jakob Gottschau.

## Handling
En russisk troldefabrik i Sankt Petersborg er blevet storproducent af politiske løgnehistorier. Rusland har taget et nyt våben i brug i landets informationskrig mod Vesten. Hundredvis af unge russere producerer falske nyheder fra såkaldte troldefabrikker. Fra falske profiler bliver løgnehistorierne spredt via de sociale medier for at skabe splittelse og mistillid i Vesten. Men unge russiske journalister går til modangreb på løgnehistorierne. Mød de modige russiske journalister i dokumentaren om ‘Løgnefabrikken’.